# H.245
H.245 — протокол согласования параметров соединения. Используется, например, в H.323 или H.324 сеансе связи.

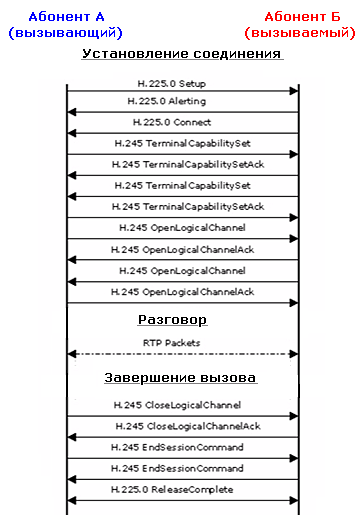
Сообщения протоколов H.245 и H.225 в рамках простейшего (базового вызова) в H.323

Канал контроля, работающий по стандарту H.245, служит для выявления понимаемого обеими сторонами набора функций, для управления работой логических каналов и некоторых общих сообщений. В каждом сеансе связи существует один и только один канал H.245.
Стандарт H.245 описывает процедуру установления общего набора мультимедийных возможностей. Для этого используются сообщения TerminalCapabilitySet (TCS) и TerminalCapabilitySetAck (TCSA), направляемые каждой стороной, обслуживающей вызов. Таким образом, в рамках процедуры установления вызова между оборудованием (программами) стороны обмениваются информацией о кодеках и договариваются о том, на каком из них будет проходить разговор (обмен информацией о мультимедийных данных). Если одна сторона не имеет некоего кодека, то другой стороне нельзя использовать этот кодек.
После процедуры TCS открывается логический канал, закрываемый на этапе завершения вызова.

## Особенности H.245 вIP-телефонии
В рамках H.323/H.225.0 сигнализации в IP-телефонии для сессии протокола H.245 предусмотрено открытие отдельных сокетов (порт). Для уменьшения проблем с количеством портов, в частности, для преодоления NAT, существует опциональная функция туннелирования (англ. tunnelling), когда H.245 сессия устанавливается в рамках H.225 сессии (на том же сокете).
Существует также несколько вариантов процедуры FastStart, которые позволяют сократить количество сообщений до установления соединения, при этом сообщения протокола H.245 передаются одновременно с сообщениями H.225 и открытие логического канала предлагается раньше. Однако процедуры FastStart поддерживаются не любыми устройствами H.323.